# Wsiewołod Rudniew
Wsiewołod Fiodorowicz Rudniew, ros. Всеволод Фёдорович Руднев (ur. 19 sierpnia?/31 sierpnia 1855 we wsi Jackoje, gubernia tulska, zm. 20 lipca 1913 we wsi Myszenki, gubernia tulska) – rosyjski wojskowy, kontradmirał, dowódca floty rosyjskiej w bitwie pod Czemulpo.

## Życiorys
Urodzony w rodzinie oficera marynarki od kilku pokoleń. Ukończył gimnazjum i w 1870 wstąpił do Szkoły Morskiej, którą ukończył w 1873. Później ukończył Szkołę Piechoty Morskiej w 1876 r. Od 1877 chorąży marynarki. W l. 1880–83 opłynął kulę ziemską na krążowniku „Afryka”. Po okresie służby na różnych okrętach, m.in. jako dowódca pancernika obrony wybrzeża, od 1900 pomocnik komendanta portu Port Artur. Od 1903 był dowódcą krążownika „Wariag”. 27 stycznia 1904 w pierwszym dniu wojny rosyjsko-japońskiej, bitwy pod Czemulpo krążownik jego, razem z kanonierką „Koriejec” został zablokowany w porcie Czemulpo (obecny Incheon) przez okręty japońskie. Odmówił kapitulacji i wyszedł w morze, podejmując nierówny bój z japońską eskadrą (8 krążowników, 8 torpedowców). Wskutek niemożności przedarcia się i uszkodzeń jego okrętu, powrócił do portu Czemulpo, gdzie rozkazał załodze „Koriejca” zatopić okręt i wydał decyzję o zatopieniu „Wariaga”. W boju ciężko ranny. Z pomocą podległych oficerów przez porty neutralne powrócił do Rosji. Za odwagę, bohaterstwo i właściwe dowodzenie został wyróżniony Orderem św. Jerzego 4 klasy. Od kwietnia 1904 dowódca pancernika „Andriej Pierwozwannyj”. Przeniesiony w 1905 do Floty Bałtyckiej, gdzie pełnił obowiązki dowódcy 14 Eskadry w Petersburgu. W latach 1908–1912 opublikował wspomnienia o rejsie dookoła świata oraz szereg artykułów. 
W końcu 1905 zwolniony ze służby wojskowej (z mianowaniem do stopnia kontradmirała) za nieprzeciwdziałanie w udziale podległych marynarzy w manifestacji przeciw Manifestowi 17 października i za odmowę sądzenia zbuntowanych marynarzy. Po zwolnieniu ze służby osiadł w tulskiej guberni. Pochowany we wsi Sawino. W 1956 w Tule wzniesiono pomnik na cześć admirała Rudniewa. 